# Hospital de la Universidad de Nuevo México
El Hospital de la Universidad de Nuevo México (en inglés: University of New Mexico Hospital) (conocido localmente como Hospital universitario o el Hospital UNM) es un hospital de enseñanza situado en Albuquerque, Nuevo México, en los Estados Unidos al norte del Campus Principal de la Universidad de Nuevo México. Es el único centro de trauma de nivel I en el Estado de Nuevo México, y también cuenta con el único hospital infantil y Unidad de Quemados en el estado.
UNMH es la única fuente de 13 subespecialidades pediátricas del estado, es además el único centro de accidentes cerebrovasculares del Estado designado por la Comisión Mixta. El hospital atiende a una parte desproporcionada de la población sin o con poca cobertura de Nuevo México.